# Stigma atraria
Stigma atraria är en fjärilsart som beskrevs av Bang-haas 1906. Stigma atraria ingår i släktet Stigma och familjen mätare. Inga underarter finns listade i Catalogue of Life.